# 아자토스

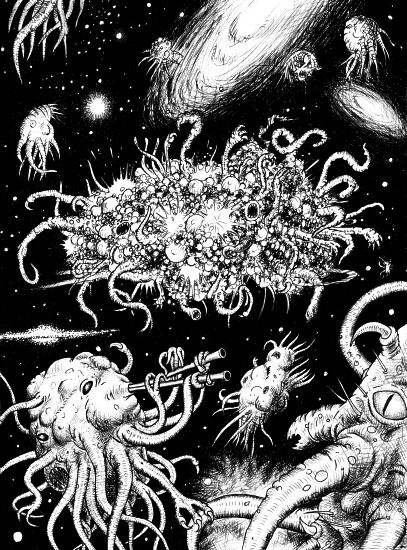
아자토스

아자토스(Azathoth), "악마 술탄" 혹은 "끓어오르는 혼돈의 중심"은 하워드 필립스 러브크래프트의 호러 단편에 언급된 크툴후신화의 신적인 존재이다. 아자토스는 눈멀고 바보같은 존재로 묘사되며 크툴후 신화 만신전의 꼭대기 위치를 차지하고 있다.
우주의 한가운데를 차지하고 앉은 아자토스는 그의 종잡을 수 없는 끝없는 더러운 욕망들을 즉시 풀어주는 다른 외부신 니알랏호텝(Nyarlathotep)과 다른 시종들의 시중을 받는다. 아자토스를 숭배하는 자는 극히 적으며, 그런 자들은 모두 미친 범죄자들인 경우가 많다. 아자토스의 소환은 가능하나, 소환하는 자의 재앙과 절망을 가져오게 될 것이다.
아자토스는 다음과 같은 분신을 갖고 있다.
- 창고로부터의 광기(The Madness from the Vaults)
- 싸다-흐글라(Xada-Hgla)